# Paltbröd
Paltbröd, även kallat blodbröd, är en maträtt bestående av bröd som bakats med blod som degspad och sedan torkats. Vid tillagning förvälls det i saltat vatten och serveras vanligen med stekt fläsk och vitsås eller löksås. 
Blodbröd i Svenskfinland (främst Svenska Österbotten) säljs färskt eller fryst i livsmedelsaffärer och kokas skuret i bitar till en soppa med stekt sidfläsk och potatis, så kallad blodbrödssoppa. Tidigare var blodbröd även vanligt som morgonmål, då stektes först fläsk i en stekpanna och bitar av blodbröd sattes ner med fläsket och det spad som bildats, eventuellt kompletterat med smör och vatten, och blev närmast en tjock gröt med fläsk i. Traditionellt har blodbröd kryddats med salt och sparsamt med peppar.
Idag sätts även lök och bitar av morot i blodbrödssoppa men det är inget som hör till den traditionella versionen.

## Allmänt
Paltbrödet bakas av grovt rågmjöl med blod och ibland utspätt med svagdricka som degspad. Traditionellt bakades brödet i anslutning till höstslakten. Brödet bakas både som tjocka kakor eller som tunnbröd, tunnpaltbröd, och torkas efter gräddningen för att få längre hållbarhet.
Paltbröd kan också serveras toppat med smält fett och serveras med lingon eller kokas i mjölk istället för vatten.
Paltbröd har ingen koppling till palt eller kroppkakor.
Tillagningen och serveringen av rätterna påminner dock om varandra.

## Historik
Rätten är ursprungligen från Västergötland.[källa behövs] Paltbröd nämns i Cajsa Wargs kokbok från 1755. Sista meningen i receptet lyder: "Detta är en god och spissam mat för tjänstefolket." Den vita såsen, béchamelsåsen, är hämtad från Frankrike som var en stark influens på det svenska köket under 1700-talet. Det finns recept på paltbröd med vit sås och salt fläsk från 1863 skrivet av Anna-Maria Zetterstrand.